# Liffey
Il Liffey (forma anglicizzata) o An Life (in irlandese) è un fiume irlandese che sfocia nel Mar d'Irlanda attraversando Dublino.

## Toponomastica
La parola Liphe o Life si riferiva alla pianura dove scorre il fiume più che al fiume stesso: il nome originale era infatti An Ruirthech, che significa 'corso potente'.
È noto anche come Anna Liffey, probabilmente un'anglicizzazione di Abhainn na Life, che in irlandese vuol dire letteralmente "Il fiume della vita".

## Geografia

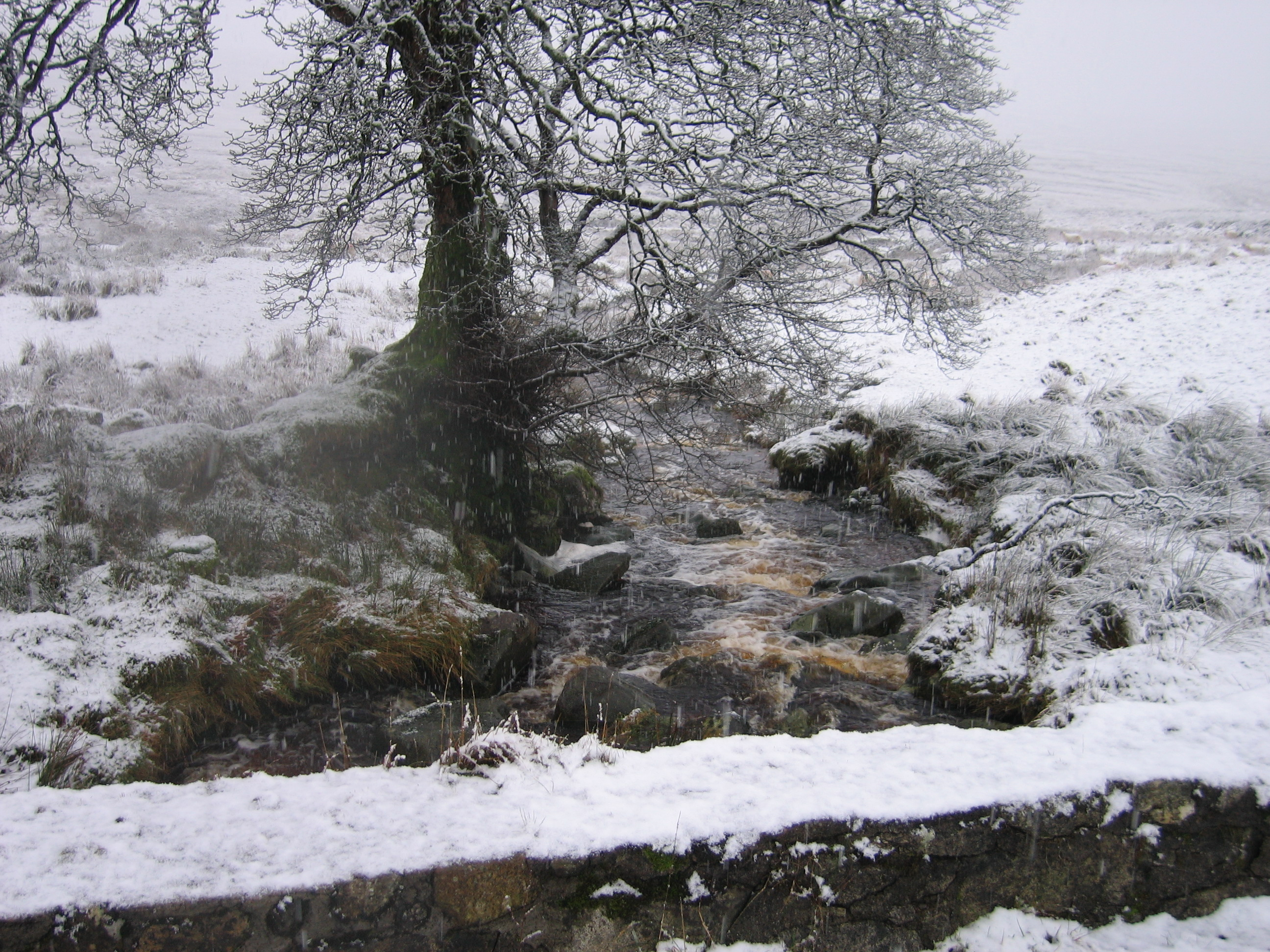
Suggestiva immagine invernale del piccolo corso poco dopo la sorgente nel Wicklow

Il Liffey nasce sulle pendici del Kippure, una montagna nella Contea di Wicklow, a circa 500 metri sul livello del mare, e percorre circa 125 km attraverso le contee di Wicklow, Kildare e Dublino prima di sfociare nella Baia di Dublino e, dunque, nel Mare d'Irlanda.
I centri maggiori che attraversa, oltre Dublino, sono Ballymore Eustace, Newbridge, Caragh, Leixlip e Lucan.

## Economia
Sul fiume lavorano tre centrali idroelettriche della ESB, nelle località di Poulaphouca, Golden Falls e Leixlip, assieme a un certo numero di piccoli impianti.

## Navigabilità e utilizzo
(Brendan Behan, Confessions of an Irish Rebel)
Il fiume è stato utilizzato per secoli, soprattutto nelle immediate vicinanze della città di Dublino, e assicura lo sviluppo economico della città sin dai tempi delle invasioni vichinghe.
Fino agli Anni 1990, uno degli eventi più caratteristici nella loro frequenza (e per questo molto amato dai turisti) era l'uscita, dal porto di Dublino, della Lady Patricia e della Miranda Guinness, navi da carico usate per l'esportazione della Guinness dalla St. James's Gate Brewery.
Più recentemente, il traffico sul fiume è molto diminuito, tanto che a difesa di secoli di navigazione fluviale rimane quasi esclusivamente il Liffey Voyage, un servizio turistico che gestisce visite guidate lungo il Liffey attraverso il centro della città. È anche possibile fare un giro attraverso i ponti di Dublino sullo Spirit of the Docklands, che parte dall'Ha'penny Bridge e passa, a favore di corrente, sotto l'O'Connell Bridge, il Butt Bridge e il Talbot Memorial Bridge, arriva alla Custom House prima di girare al bacino del Grand Canal e tornare indietro. Costruito dal Westers Mekaniska in Svezia, questo taxi fluviale ha taniche di zavorra variabili non diverse da quelle di un sottomarino e un pescaggio molto basso, di modo da pescare alto con la bassa marea e viceversa, passando così agevolmente sotto i ponti.

## Attraversamenti a Dublino

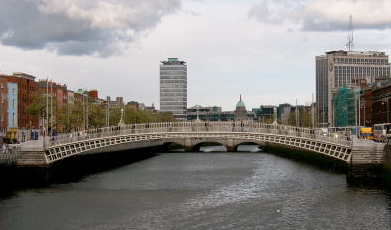
Scorcio tipico del Liffey con l'Ha'Penny Bridge

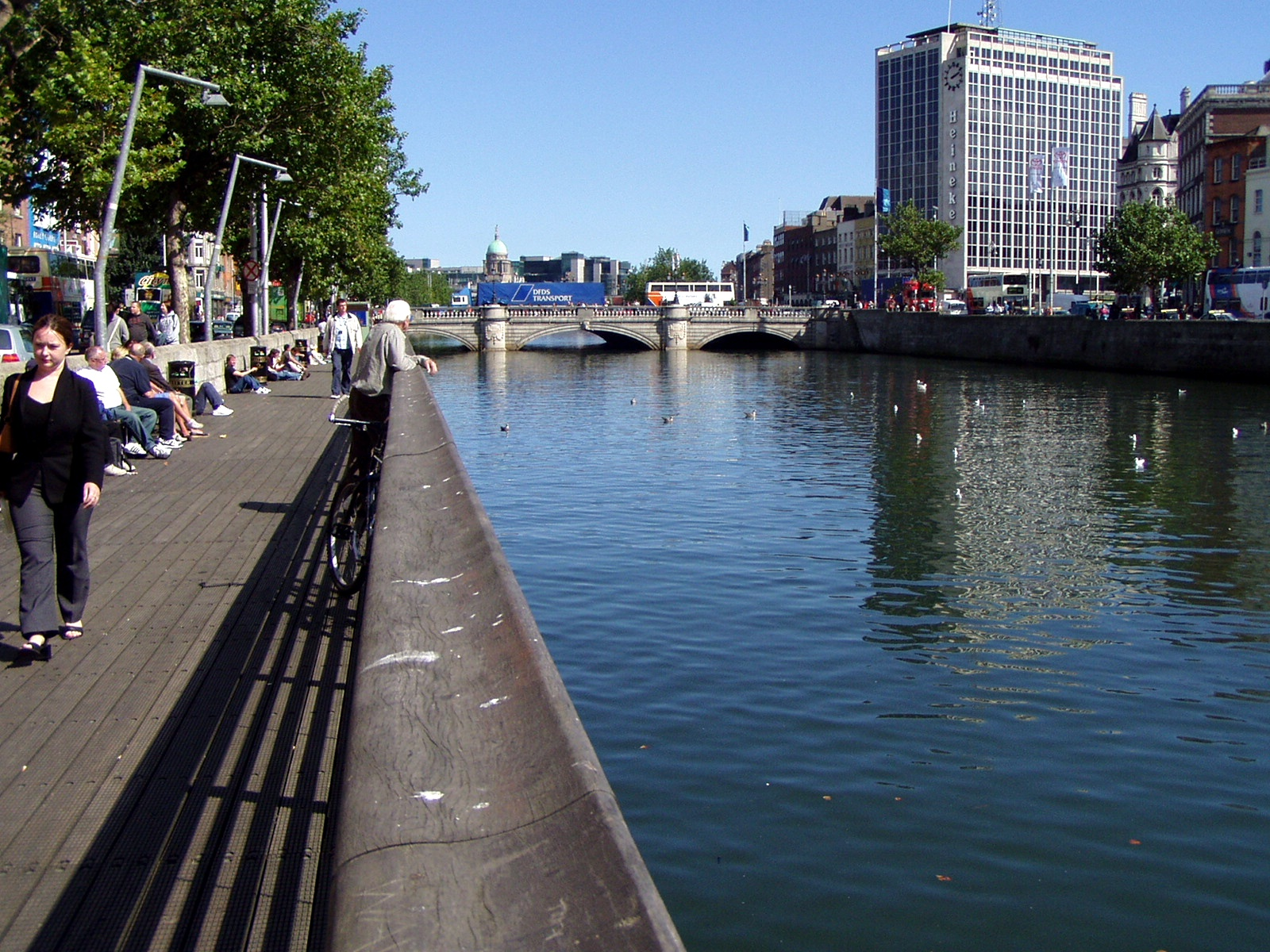
O'Connell Bridge e i boardwalk

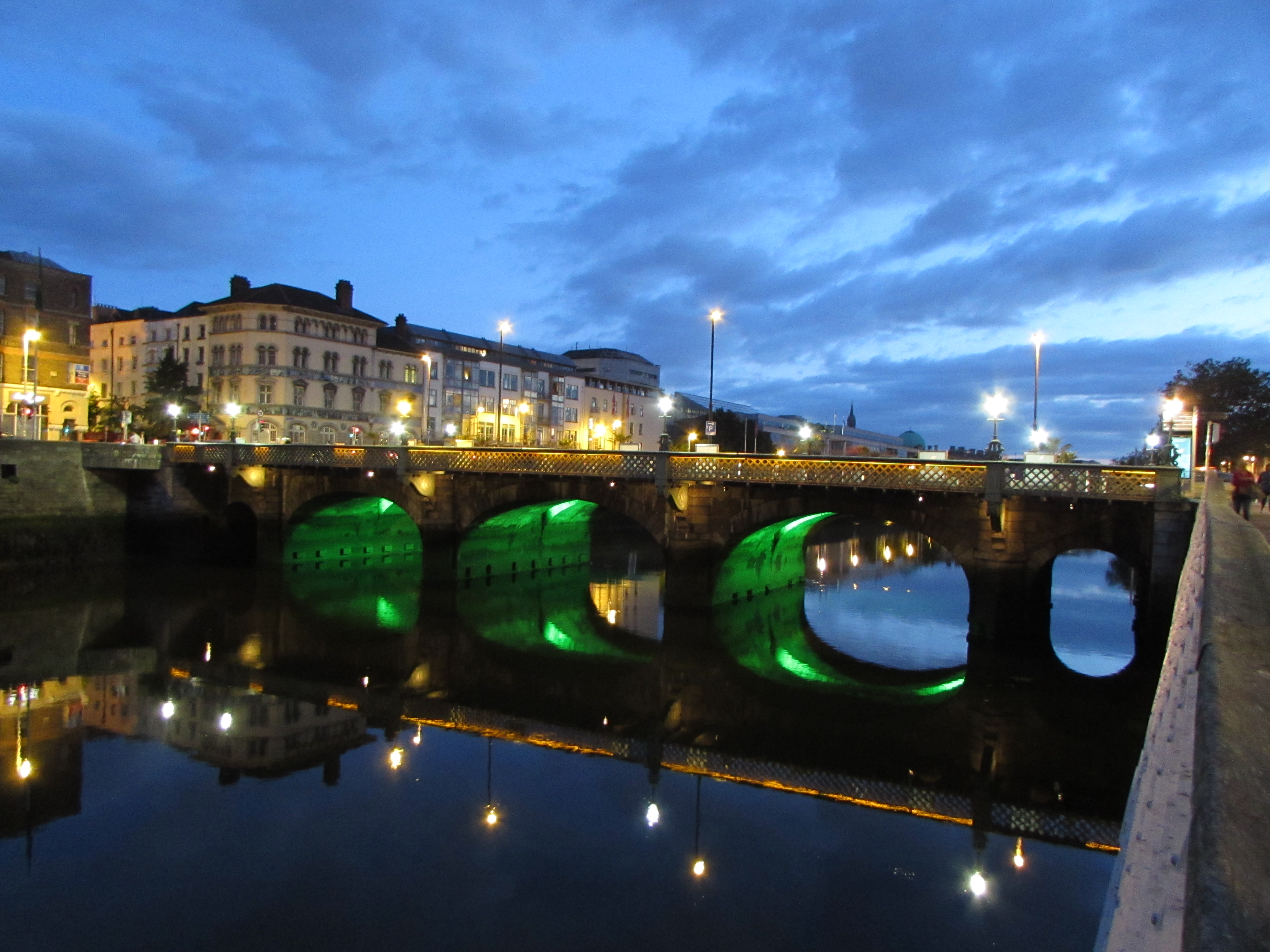
Una veduta notturna del Grattan Bridge

Poiché divide la città da Ovest a Est, il Liffey è sovrastato da una serie di ponti, molti dei quali aperti al traffico. Da monte a valle, questo è l'elenco completo dei ponti nella Contea di Dublino:
- Lucan Bridge
- West-Link Bridge (sull'autostrada M50, a pedaggio)
- Anna Livia Bridge
- Island Bridge
- Liffey Railway Bridge (ferroviario, merci, in corrispondenza del Phoenix Park)
- Sean Heuston Bridge
- Frank Sherwin Bridge
- Rory O'More Bridge
- James Joyce Bridge (progettato dall'architetto spagnolo Santiago Calatrava)
- Mellowes Bridge
- Fr. Mathew Bridge
- O'Donovan Rossa Bridge
- Grattan Bridge
- Millennium footbridge (pedonale)
- Ha'penny Bridge (pedonale)
- O'Connell Bridge
- Samuel Beckett Bridge (progettato dall'architetto spagnolo Santiago Calatrava)
- Butt Bridge
- Loopline Bridge (ferroviario)
- Talbot Memorial Bridge
- Sean O'Casey Bridge (pedonale)
- East-Link Bridge (a pedaggio)

Nel centro cittadino sono stati aggiunti anche dei boardwalk, pontili di legno pedonali suggestivi quasi a pelo d'acqua.
Il 3 gennaio 2014 il fiume ha esondato per la prima volta nella storia nel centro cittadino invadendo la sponda antistante la nota fabbrica Guinness.